# احمدو آهیجو
احمدو آهیجو (انگلیسی: Ahmadou Ahidjo؛ ۲۴ اوت ۱۹۲۴ – ۳۰ نوامبر ۱۹۸۹) نخستین رئیس‌جمهور کامرون از ۱۹۶۰ تا ۱۹۸۲ بود.